# Diese Nacht vergess ich nie!
Diese Nacht vergess ich nie! ist eine deutsche Liebes- und Verwechslungskomödie aus dem Jahre 1949 von Johannes Meyer mit Gustav Fröhlich, Paul Henckels und dem 20-jährigen Hardy Krüger als drei Generationen repräsentierende Angehörige einer Anwaltsfamilie. Die weibliche Hauptrolle übernahm Winnie Markus.

## Handlung
Der alte Dr. Max Schröter, sein Sohn Dr. Paul Schröter sowie dessen Sohn Eugen Schröter, ein sportlicher Jungspund mit einem Schlag bei Frauen, arbeiten allesamt in der familieneigenen Rechtsanwaltskanzlei. Als eines Tages Paul des nachts mit dem Laster seiner Freundes Franz Bauer auf dem Weg nach Hamburg unterwegs ist, kommt es zu einem Unfall, als ihm ein Sportwagen entgegenkommt, der nicht rechtzeitig ausweichen kann. Der Wagen bleibt hochkant stehen, und Paul rettet die junge Fahrerin, die aus dem Wagen geschleudert wurde und in hohem Bogen in einem Heuballen landete. Es handelt sich um die frisch geschiedene Eva Surén, und die erweist sich bei Pauls Erster Hilfe als ziemlich kratzbürstig, weil sie Paul die Schuld für den Unfall gibt, da die Lichter seines Lasters sie geblendet hätten. Derweil vergnügt sich der junge Eugen in derselben Nacht mit der charmanten und hübschen Klientin Yvonne Rödern bei einer Flasche Champagner. Dazu hatte Eugen zuvor den Wagen seines Großvaters entwendet, der mit seinem Auto eigentlich selbst ins Wochenende zum Angeln fahren wollte.
Nun kommt es zu allerlei ungeahnten Verwicklungen. Frau Surén, die auf der Polizeiwache ihrem Zorn gegenüber Paul Luft macht, ist offensichtlich vor ihrer eigenen Hochzeit mit Dick Jaefferson getürmt, und da Paul Franz Bauers Laster fuhr, glaubt sowohl sie als auch der erscheinende Polizeibeamter, dass Paul dieser Spediteur Franz Bauer sei, im Nebenberuf ein bekannter und erfolgreicher Ringkämpfer. Schließlich taucht Max Schröter, der am Vormittag noch Yvonne vor Gericht vertreten hatte, beim tete-a-tete seines Enkels auf und beginnt nun bei seiner Flasche Champagner die verführerische junge Dame dem Enkel auszuspannen. Etwas später hat der echte Franz Bauer seinen Freund Paul Schröter eingeholt und kann von ihm den Laster wieder übernehmen, mit dem er unbedingt zu seinem nächsten Ringkampf nach Hamburg fahren muss, der am kommenden Tag stattfinden soll. Als Freundschaftsdienst lässt sich Paul als angeblicher Unfallverursacher „Franz Bauer“ verhaften, damit Franz zu seinem Fight losfahren kann. Als die ahnungslose Eva Paul ins Gewissen zu reden versucht, dass dieser doch endlich wieder ein ehrlicher, guter Mensch werden solle, spielt er diese Farce mit, da er längst Gefallen an der entfleuchten Braut entwickelt.
Als Eva Surén nun erkennt, dass Paul Schröter kein Ganove ist, beginnt sie sich in der titelgebenden Nacht auch in ihn zu verlieben. Durch weitere Verwicklungen lernt Paul nun auch noch die in seinem Schlafzimmer schlafende Yvonne kennen, die sofort auch mit dem dritten Schröter-Mann zu flirten beginnt, während die beiden anderen Schröters stockbetrunken vor der von innen abgeschlossenen Schlafzimmertür sitzen. Als die beiden an der Außenfassade Schröters Haus herabklettern, sieht Eva dies und ist ebenso eifersüchtig wie wütend. Sofort schnappt sie sich Pauls Wagen und braust davon. Dabei baut sie einen weiteren Unfall. Paul rast mit Yvonne an seiner Seite in einem anderen Fahrzeug Eva hinterher und findet sie schließlich. In der Zwischenzeit ist Yvonne aus dem Verfolgungsauto ausgestiegen und wandert allein die Landstraße entlang. Der Zufall will es, dass ein weiteres Fahrzeug anhält, in dem sich u. a. Evas Vater Hendrick Surén und ihr abgelegter Ehemann in spe Dick Jaefferson befindet. Man nimmt die nächtliche Wanderin mit. Prompt beginnt Yvonne auch mit Dick zu flirten, der nicht abgeneigt ist.
Franz Bauer ist am kommenden Morgen nun endlich in Hamburg eingetroffen und kann seinen Ringkampf beginnen. Es läuft schlecht, er droht den Fight zu verlieren. Eva, die noch immer glaubt, dass es sich bei ihrer nächtlichen Bekanntschaft Paul um Franz Bauer handelt, verfolgt derweil mit Bangen den Ringkampf am Radiogerät. Franzens Freundin greift nun zu unlauteren Mitteln und flirtet mit Bauers Gegner, um diesen zu verwirren. Nun dreht Bauer in der Endrunde auf und kann den Gegner doch noch besiegen. Während Eva noch immer am Rundfunkgerät hängt, schleicht sich Paul von hinten mit einem Blumenstrauß ins Zimmer. Eva ist total überrascht, dass ihr „Franz“ doch in Wirklichkeit ein ganz Anderer, nämlich der Rechtsanwalt Dr. Paul Schröter ist. Mit den Worten “Diese Nacht vergess ich nie!” gesteht Paul Eva seine Liebe.

## Produktionsnotizen
Diese Nacht vergess ich nie! entstand im Winter 1948/49 im Atelier Bendestorf sowie in Hamburg und Winsen an der Luhe (Außenaufnahmen im Zirkus Belli), passierte im April 1949 die alliierte Militärzensur und wurde am 3. Mai 1949 in Hamburg uraufgeführt. Die (West-)Berliner Premiere erfolgte am 16. Juni 1949.
Helmuth Volmer wirkte als Produktionsleiter. Erich Grave gestaltete die Filmbauten. Emil Papenfuß kümmerte sich um den Ton. Günter Neumann verfasste die Liedtexte.
Dem Film lag eine Idee von Gustav Fröhlich zugrunde. Hardy Krüger spielte hier nicht nur seine erste Nachkriegs-, sondern auch zugleich seine erste Erwachsenenrolle.

## Kritiken
„Verwickelte Liebeskomödie mit schwerfälliger Frivolität aus der armseligen deutschen Traumfabrik der Nachkriegszeit.“